# Monumento naturale regionale di Preia Buia

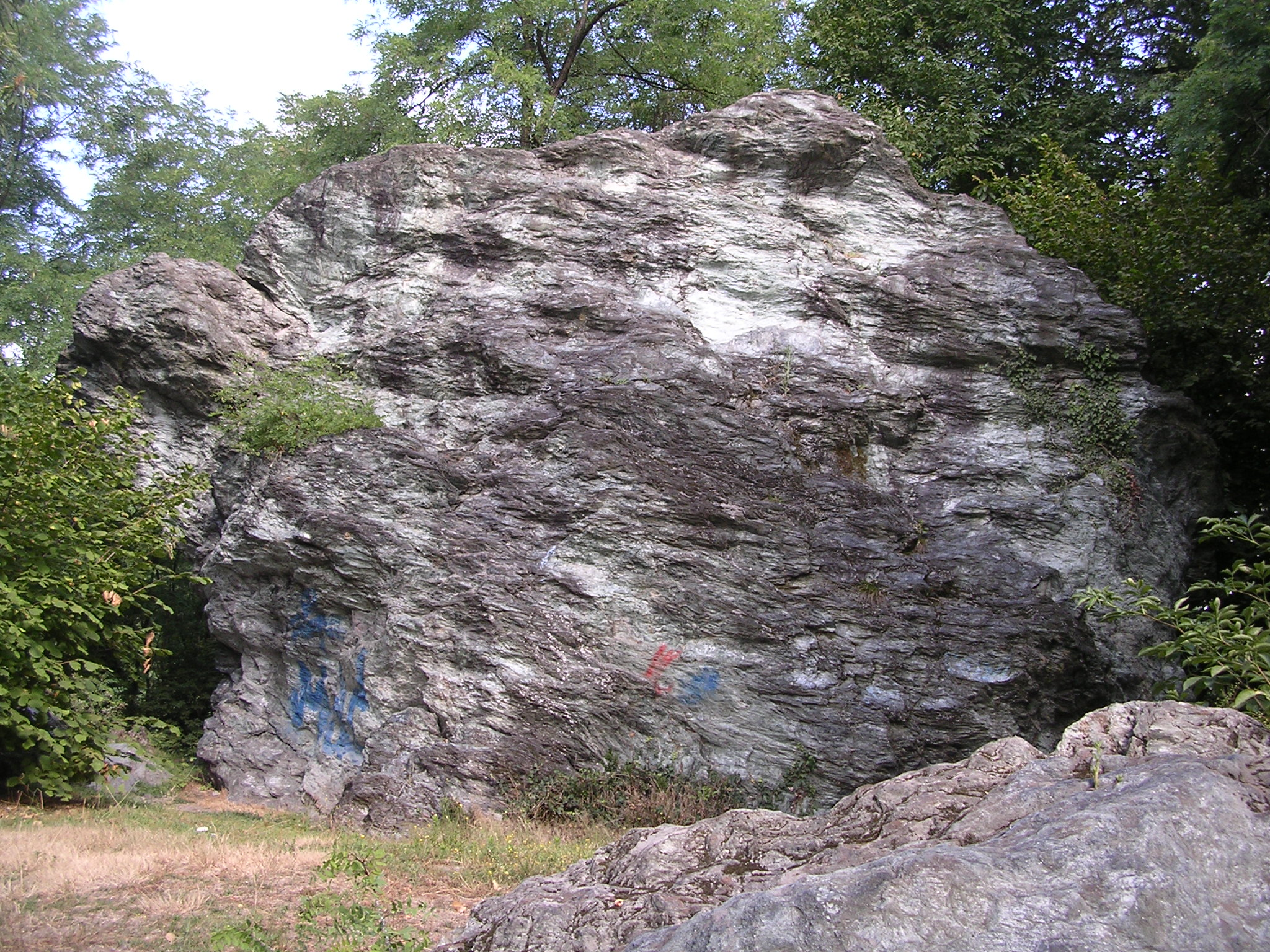
Immagine del masso erratico della Preja Buia

Il monumento naturale regionale di Preia Buia, riportato sulla cartellonistica anche come Sasso di Preja Buia o Masso erratico Sass de Preja Buia o ancora Masso di Preja Büja, è un complesso megalitico situato nel territorio comunale di Sesto Calende in provincia di Varese, in un’area boschiva a un centinaio di metri a nord dell’Oratorio di San Vincenzo.
Si tratta di un grosso masso erratico di serpentino, di epoca quaternaria, sul quale sono iscritti dei petroglifi simbolici e delle coppelle. Accanto ad esso vi sono altri due massi erratici di minori dimensioni, anch'essi riportanti incisioni preistoriche e coppellarie. 
I petroglifi suggeriscono si trattasse di un altare di epoca preistorica . 
In questo luogo sono ambientati alcuni miti e leggende della tradizione locale, legate a maternità, fertilità, mitologia greca, a San Giorgio e il Drago.
La litologia del masso è serpentino, una roccia verdastra scintillante, non affiorante nell'area, a riprova di come le colline che sovrastano Sesto Calende, come le Prealpi Lombarde in genere, siano ricoperte di materiale di origine morenica, ovvero generate da fenomeni legati alle glaciazioni.
Il 22 maggio 1984 la giunta regionale lombarda ha deliberato l’istituzione del Monumento naturale regionale di Preia Buia al fine di tutelarlo nelle sue caratteristiche naturali, quale testimonianza della storia geologica del territorio regionale. La gestione è affidata al consorzio del Parco naturale lombardo della Valle del Ticino, che si occupa della sua conservazione e ripristino oltre che della divulgazione e conoscenza di questo esclusiva opera della natura e dell’uomo.